# Explosieve uitbarsting

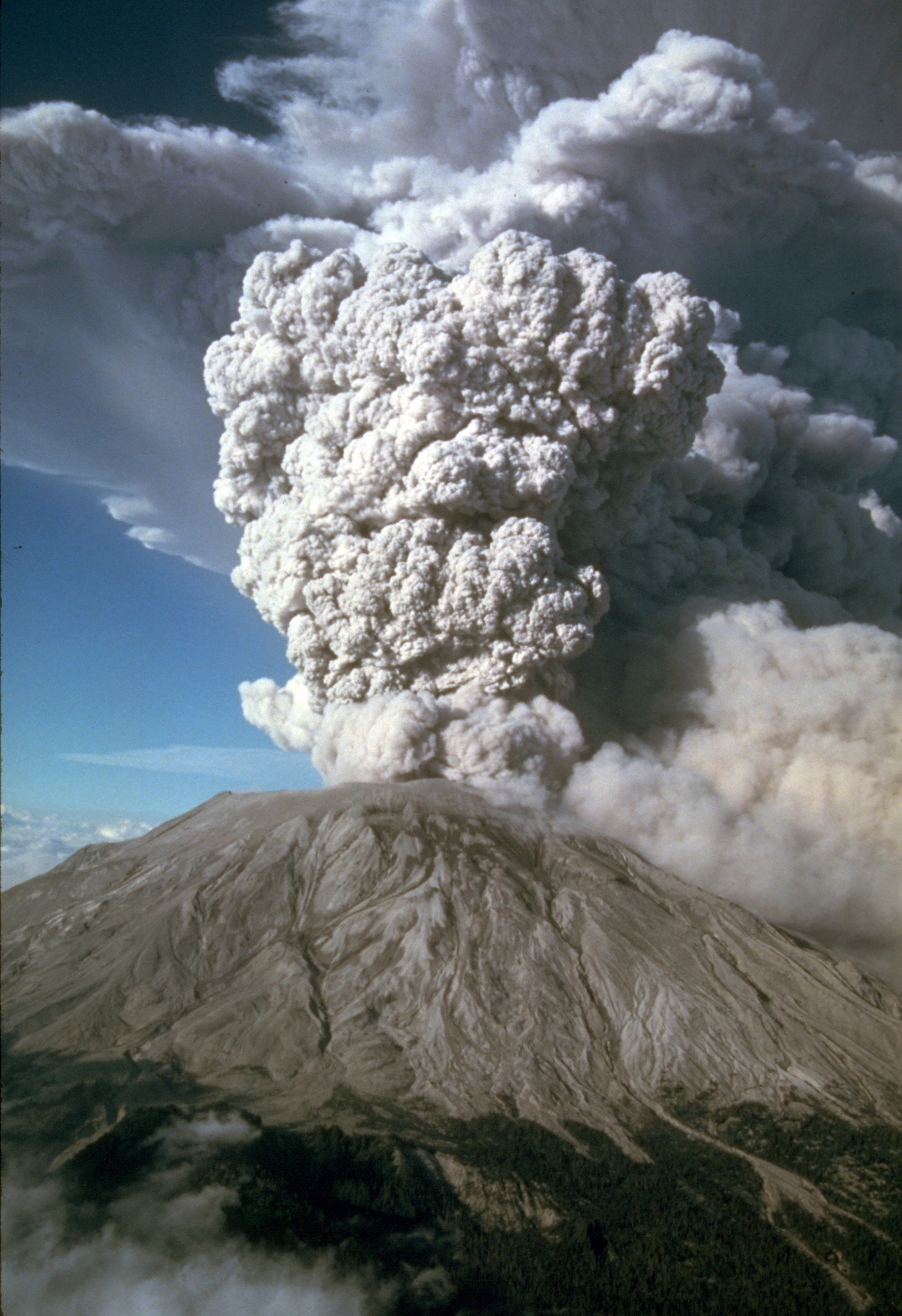
Uitbarsting van Mount Saint Helens op 22 juli 1980.

Een explosieve uitbarsting is een term om een gewelddadige explosieve vulkaanuitbarsting te beschrijven. Een goed voorbeeld van een explosieve uitbarsting is die van Mount St. Helens in 1980. Een dergelijke uitbarsting wordt veroorzaakt door gasophopingen onder grote druk in de vulkaan. Aangejaagd door stijgend heet magma, werkt het in op grondwater totdat de druk zo hoog wordt dat het op het punt komt dat het uit het overhangende gesteente barst. In veel gevallen bevat het stijgende magma gedeeltelijk opgelost gas. Soms blokkeert een lavaplug de doorgang naar de top, als dit gebeurt zijn die uitbarstingen nog gewelddadiger. Met het plotselinge wegvallen van de druk, wat gevolgd wordt door de eerste explosie, komt het gas met veel geweld en een explosie vrij. Deze tweede explosie is vaak veel heftiger dan de eerste, de stenen, het stof, gas en pyroclastisch gesteente kan wel 20 kilometer in de atmosfeer geblazen worden en dat tot wel 100.000 ton per seconde, met een snelheid van 100 meter per seconde. Deze wolk kan instorten, hierdoor ontstaat er een pyroclastische stroom van heet vulkanisch materiaal.